# Atahebaszken
Atahebaszken vagy Ahetbaszaken ókori egyiptomi és núbiai királyné volt, a XXV. dinasztiához tartozó Taharka fáraó nagy királyi hitvese.
Főleg piramisáról ismert, amely Nuriban található (Nu. 36). A sír két kamrából áll; régészeti alapon datálták Taharka korára, ezért feltételezik, hogy Atahebaszken az ő felesége volt. A sírt kibővítették, miután a kápolna már elkészült. Az itt talált leletek közé tartozik egy usébti, kanópuszedények (ma Bostonban) és egy oltár (ma a kartúmi Meroé Múzeumban).

## Fordítás
- Ez a szócikk részben vagy egészben  az   Atakhebasken című angol Wikipédia-szócikk ezen változatának fordításán alapul.  Az eredeti cikk szerkesztőit annak laptörténete sorolja fel. Ez a jelzés csupán a megfogalmazás eredetét és a szerzői jogokat jelzi, nem szolgál a cikkben szereplő információk forrásmegjelöléseként.